# Myllysaari (ö i Södra Savolax, S:t Michel, lat 61,58, long 26,78)
Myllysaari är en ö i Finland. Den ligger i sjön Saarva och i kommunen Hirvensalmi i den ekonomiska regionen  S:t Michel och landskapet Södra Savolax, i den södra delen av landet, 180 km nordost om huvudstaden Helsingfors. Öns area är 1 hektar och dess största längd är 140 meter i nord-sydlig riktning.